# Ruth R. Wisse
Ruth R. Wisse (geboren als Ruth Roskies am 13. Mai 1936 in Czernowitz, Rumänien) ist eine Literaturwissenschaftlerin und sozialkritische Publizistin mit Schwerpunkt Jüdische Literatur und Kultur. Sie wuchs in Kanada auf und studierte in den USA, wo sie  gegenwärtig lebt und an der Harvard University als Professorin über Jiddische Literatur und Vergleichende Literaturwissenschaft (Professor of Comparative Literature) lehrt.

## Biografie
Ruth Roskies wurde am 13. Mai 1936 in Czernowitz, Rumänien, geboren. Ruth, ihr älterer Bruder Benjamin und ihre Eltern Masha und Leo Roskies emigrierten im Jahr 1940 über Budapest, Athen, Lissabon und New York nach Kanada. Das Haus der Roskies in Montreal wurde zu einem Salon für jiddische Schriftsteller, Schauspieler und Künstler, in dem u. a. Isaac B. Singer, Melekh Ravitch, Itzik Manger, Avrom Sutzkever und Rachel Korn zu Gast waren. Alle vier Kinder (zwei wurden in der Neuen Welt geboren) erhielten eine konsequente Bildung in Hebräisch und Jiddisch. Ihr jüngster Bruder David G. Roskies ist Professor für jüdische Literatur am Jewish Theological Seminary und ihre jüngere Schwester Eva Raby ist eine professionelle Erzählerin und war 17 Jahre lang Leiterin der Norman Berman Children’s Library of the Jewish Public Library in Montreal.
In Montreal studierte sie an der McGill University bei Louis Dudek, der auch ein Mentor Leonard Cohens war, und erhielt ihren B.A. 1957. Es war jedoch der jiddische Dichter Abraham Sutzkever, der ihre Karriere darauf lenkte, Jiddisch an der Columbia University zu studieren, dem einzigen Ort in Nordamerika zur damaligen Zeit, der Jiddisch als Diplomstudiengang anbot. Nach ihrer Heirat mit Leonard Wisse studierte sie sowohl bei Max Weinreich als auch seinem Sohn Uriel Weinreich und erhielt ihren M.A. an der Columbia University mit einer preisgekrönten Arbeit über Abraham Sutzkevers Prosapoem Green Aquarium. Nach ihrer Rückkehr nach Montreal promovierte sie bei Dudek. Ihre Dissertation, veröffentlicht als The Schlemiel as Modern Hero (1971), untersuchte die Transformation des Schlemiel aus dem Jiddischen in die moderne amerikanisch-jüdische Erzählliteratur.

## Arbeitsfelder

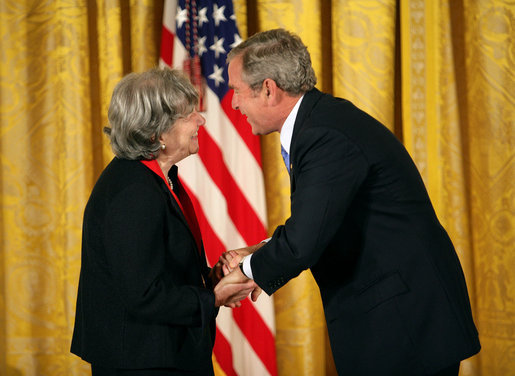
George W. Bush gratuliert Ruth R. Wisse zur National Humanities Medal, November 2007

Akademisch leistete Wisse Pionierarbeit. Ab 1968 lehrte sie jiddische Literatur an der McGill University und baute das Programm, später die Abteilung für Jüdische Studien an der McGill University auf. Im Jahr 1993 wurde sie Professorin für Jiddisch an der Harvard University. Intellektuell jedoch fand Wisse ihre Heimat in der politischen Kultur der 1970er-Jahre-Zeitschrift Commentary. Hier maß sie die amerikanisch-jüdischen Erzählliteratur an den Riesen der jiddischen Kultur des zwanzigsten Jahrhunderts wie Moyshe-Leyb Halpern, Chaim Grade, Isaac B. Singer und Abraham Sutzkever. Neben ihrem Engagement für die jiddische Kultur schrieb Wisse Artikel über moderne jüdischen Politik und die Realität eines jüdischen Staates.
Wisse ist in literarischen Kreisen vor allem durch ihre Anthologien bekannt, die sie gemeinsam mit Irving Howe herausgab: The Best of Scholem Alejchem (1979) und The Penguin Book of Modern Jiddisch Verse (1987, gemeinsam mit Khone Shmeruk). Ihre für die Literaturgeschichte bedeutsamsten Werke sind A Little Love in Big Manhattan: Two Yiddish Poets (1988) und ihre monographische Studie I.L. Peretz and the Making of Modern Jewish Culture (1991). Sie war auch die erste Chefherausgeberin der Library of Yiddish Classics. Neben ihren politischen Essays, die regelmäßig in Publikationen wie Commentary, The New Republic, und The Jerusalem Report erscheinen, veröffentlichte Wisse eine zionistische Kritik am amerikanisch-jüdischen politischen Klima: If I Am Not for Myself... : The Liberal Betrayal of the Jews (1992).
In ihrer weiteren Arbeit beschäftigten Wisse zwei grundlegende Fragen der jüdischen Literatur: „Was ist ein großes jüdisches Buch?“ Und: „Was macht ein Buch in erster Linie jüdisch?“ Indem sie Bücher in Jiddisch, Deutsch, Russisch, Hebräisch und Englisch von stilistisch, sprachlich und kulturell so unterschiedlichen Autoren wie Scholem Alejchem, Franz Kafka, Samuel Agnon und Cynthia Ozick einbezog, versuchte Wisse in The Modern Jewish Canon (2000) dem Phänomen einer multilingualen jüdischen Literatur durch eine Diskussion über einige der größten Werke des zwanzigsten Jahrhunderts auf die Spur zu kommen. Für The Modern Jewish Canon wurde Wisse mit dem National Jewish Book Award for Scholarship/Criticism und dem Jewish Cultural Achievement Award in Scholarship ausgezeichnet. Im Jahr 2007 verlieh ihr der US-amerikanische Präsident George H. Bush die National Humanities Medal für ihren Beitrag zum Verständnis der jiddischen Literatur und der jüdischen Kultur in der modernen Welt.

## Bibliografie (Auswahl)
- The Best of Sholom Aleichem, herausgegeben mit Irving Howe (1979)
- The Penguin Book of Modern Yiddish Verse herausgegeben mit Irving Howe und Khone Shmeruk (1987)
- A Little Love in Big Manhattan: Two Yiddish Poets (1988)
- I.L. Peretz Reader (1990)
- I.L. Peretz and the Making of Modern Jewish Culture (1991)
- If I Am Not for Myself... : The Liberal Betrayal of the Jews (1992)
- The Modern Jewish Canon: A Journey through Language and Culture (2000)
- Jews and Power (2005)

## Zeitschriftenartikel (Auswahl)
- „Hura! Hura!“ Moment (December 1975): S. 21–23
- „A Golus Education.“ Moment (January 1977): S. 26ff
- „The Most Beautiful Woman in Vilna.“ Commentary (June 1981)
- „What My Father Knew.“ Commentary (April 1995): S. 44–49.
- „My Life Without Leonard Cohen.“ Commentary (October 1995): S. 27–33